# Ludwig Riess
Ludwig Riess (Thuringia, 1 de dezembro de 1861 - 27 de dezembro de 1928) foi um historiador, escritor e educador nascido na Alemanha, conhecido pelo seu trabalho no Japão do final do século XIX.
Riess estudou na Universidade de Berlim e trabalhou na Universidade de Tóquio durante 15 anos, tento sido instrumental na disseminação dos métodos ocidentais de tratamento da história no Japão. Ao deixar o Japão voltou para a Alemanha, onde foi professor na Universidade de Berlim.